# Straßenlauf-Weltmeisterschaften 2006

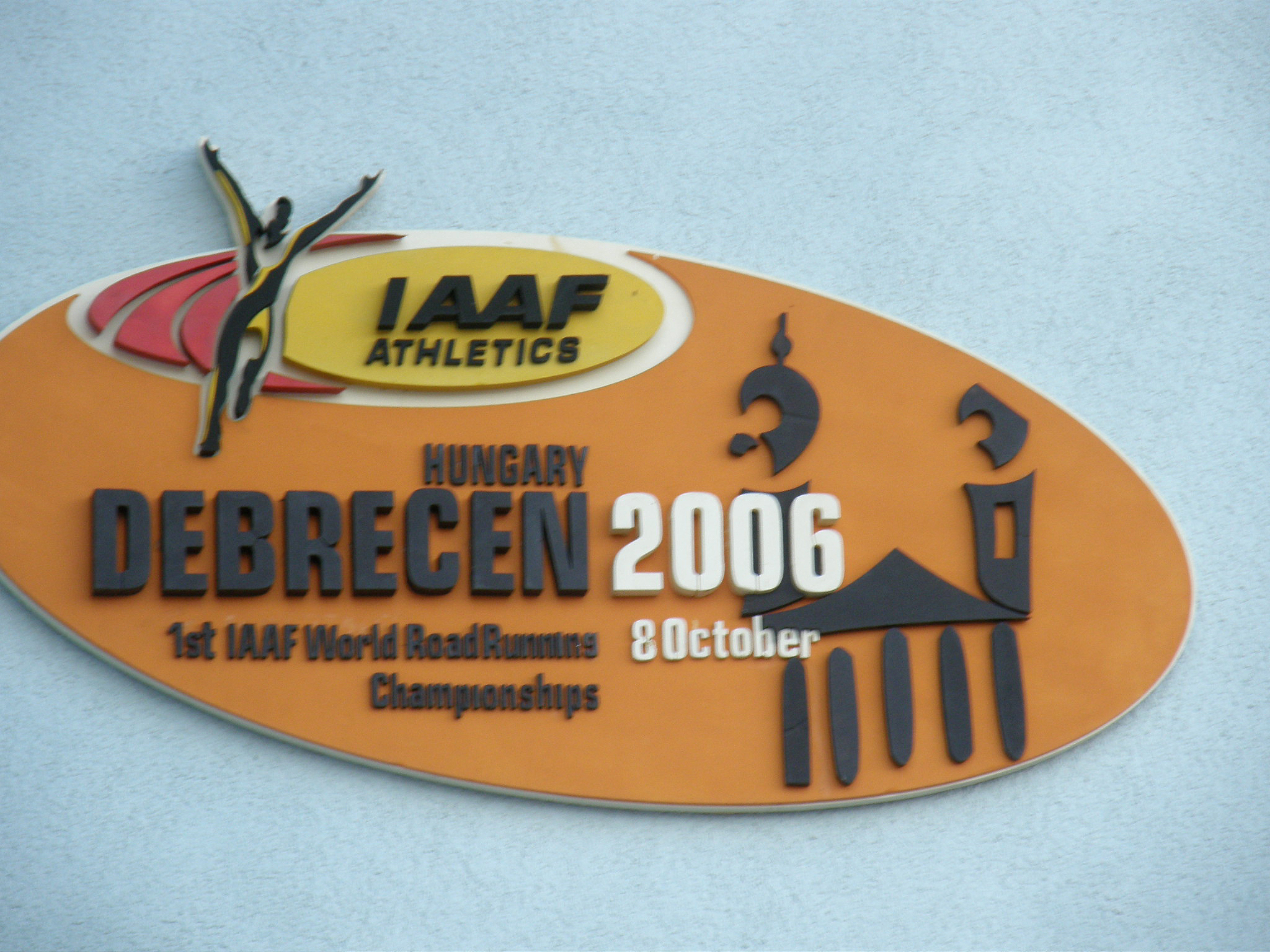
Veranstaltungslogo

Die 1. Straßenlauf-Weltmeisterschaften (offiziell: 1st IAAF World Road Running Championships Debrecen 2006) wurden am 8. Oktober 2006 in der ungarischen Stadt Debrecen ausgetragen. Das Rennen der Frauen wurde um 11:00 Uhr, das Rennen der Männer um 13:00 Uhr gestartet. Athleten aus 43 Ländern nahmen an dem Wettkampf teil.
Der Wettkampf bestand für Frauen und Männer aus einem Straßenlauf über 20 Kilometer. Die Strecke war ein Rundkurs von 5 Kilometer Länge mit Start und Ziel am Hauptgebäude der Universität Debrecen, mit einer Differenz von 3,25 Meter zwischen dem tiefsten und dem höchsten Punkt des Kurses.
Neben Einzelwertungen gab es Teamwertungen, in die alle Länder einbezogen wurden, aus denen mindestens drei Läufer bzw. Läuferinnen das Ziel erreicht hatten. Für die Wertung wurden die drei besten Zeiten der Athleten des jeweiligen Landes addiert.
Die herausragende Leistung der Veranstaltung war der 20-km-Weltrekord im Frauenwettbewerb, den die Niederländerin Lornah Kiplagat mit 1:03:21 h aufstellte. Auch die zweitplatzierte Constantina Tomescu aus Rumänien blieb unter dem alten Rekord von 1:03:26 h, den die Britin Paula Radcliffe als Zwischenzeit bei den Halbmarathon-Weltmeisterschaften 2001 in Bristol aufgestellt hatte.

## Ergebnisse

### Einzelwertung Männer
| Platz | Athlet                    | Land | Zeit (min) |
| ----- | ------------------------- | ---- | ---------- |
| 1     | Zersenay Tadese           | ERI  | 56:01      |
| 2     | Robert Kipkorir Kipchumba | KEN  | 56:41      |
| 3     | Wilson Kiprotich Kebenei  | KEN  | 57:15      |
| 4     | Wilson Busienei           | UGA  | 57:21      |
| 5     | Wilfred Kipkoech Taragon  | KEN  | 57:22      |
| 6     | Deriba Merga              | ETH  | 57:27      |
| 7     | Tadese Tola               | ETH  | 57:27      |
| 8     | Mubarak Hassan Shami      | QAT  | 57:33      |

Von 84 gemeldeten Athleten gingen 83 an den Start und beendeten 79 das Rennen.
Platzierungen von Teilnehmern aus dem deutschsprachigen Raum:
- 67: Christian Pflügl (AUT), 1:03:07 h
- 69: Martin Beckmann (GER), 1:03:19 h

### Teamwertung Männer
| Platz | Land und Athleten                                                                                | Zeit (h)                  |
| ----- | ------------------------------------------------------------------------------------------------ | ------------------------- |
| 1     | Kenia Robert Kipkorir Kipchumba (2.) Wilson Kiprotich Kebenei (3.) Wilfred Kipkoech Taragon (5.) | 2:51:18 56:41 57:15 57:22 |
| 2     | Eritrea Zersenay Tadese (1.) Yonas Kifle (10.) Tesfayohannes Mesfin (21.)                        | 2:53:19 56:01 57:49 59:29 |
| 3     | Äthiopien Deriba Merga (6.) Tadese Tola (7.) Demssew Tsega (20.)                                 | 2:54:17 57:27 59:23       |

Insgesamt wurden 13 Teams gewertet.

### Einzelwertung Frauen
| Platz | Athletin             | Land | Zeit (h) |
| ----- | -------------------- | ---- | -------- |
| 1     | Lornah Kiplagat      | NED  | 1:03:21  |
| 2     | Constantina Tomescu  | ROU  | 1:03:23  |
| 3     | Rita Jeptoo Sitienei | KEN  | 1:03:47  |
| 4     | Dire Tune            | ETH  | 1:05:16  |
| 5     | Edith Masai          | KEN  | 1:05:21  |
| 6     | Kayoko Fukushi       | JPN  | 1:05:32  |
| 7     | Yurika Nakamura      | JPN  | 1:05:36  |
| 8     | Natalija Berkut      | UKR  | 1:05:42  |

Alle 57 gemeldeten Athletinnen beenden das Rennen.

### Teamwertung Frauen
| Platz | Land und Athletinnen                                                   | Zeit (h)                        |
| ----- | ---------------------------------------------------------------------- | ------------------------------- |
| 1     | Kenia Rita Jeptoo Sitienei (3.) Edith Masai (5.) Eunice Jepkorir (14.) | 3:15:55 1:03:47 1:05:21 1:06:47 |
| 2     | Äthiopien Dire Tune (4.) Teyba Erkesso (10.) Ashu Kasim (17.)          | 3:18:50 1:05:16 1:06:15 1:07:19 |
| 3     | Japan Kayoko Fukushi (6.) Yurika Nakamura (7.) Ryōko Kizaki (19.)      | 3:19:00 1:05:32 1:05:36 1:07:52 |

Insgesamt wurden elf Teams gewertet.